# Mercédès Jellinek

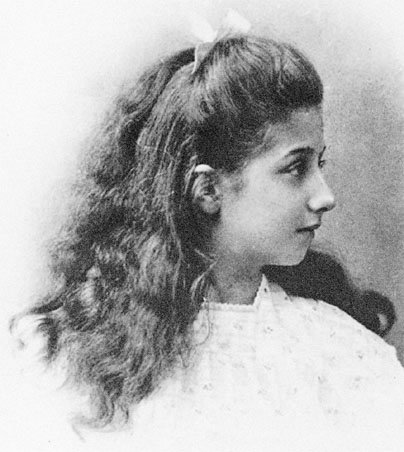

Mercedes Adrienne Ramona Manuela Jellinek (Wenen, 16 september 1889 – 23 februari 1929) is de dochter van Emil Jellinek, een Oostenrijks zakenman en de naamgeefster van het automerk Mercedes. Haar voornaam wordt ook wel op Franse wijze gespeld, als Mercédès.
Haar vader was naast diplomaat en verzekeringsagent ook auto-importeur en hij deed het bedrijf Daimler suggesties voor een nieuw model, dat hij op de markt bracht onder de naam van zijn dochter Mercedes. Op zijn aandringen nam Daimler deze naam over als officiële naam, op 23 juni 1902 werd deze als merknaam geregistreerd.
Haar vader werd tijdens de Eerste Wereldoorlog gearresteerd in Frankrijk, waarna ze moest bedelen bij de buren. Na twee mislukte huwelijken overleed ze in 1929 op 39-jarige leeftijd aan botkanker. Ze kreeg twee kinderen, in 1912 en 1916.
- Gemeinsame Normdatei: 143613537
- Virtual International Authority File: 167963114
- WorldCat: E39PBJx8H6DYmqQMg49kRQdRKd